# Pięć szkodliwych działań w buddyzmie
Pięć skrajnie szkodliwych zachowań w buddyzmie:
- zabicie własnego ojca
- zabicie własnej matki
- zabicie arhata
- przelanie krwi buddy
- niszczenie harmonii sanghi